# Türkiye Kupası 2005/06
Die Fortis Türkiye Kupası 2005/06 war die 44. Auflage des türkischen Pokalwettbewerbes. Der Wettbewerb begann am 31. August 2005 mit der 1. Runde und endete am 3. Mai 2006 mit dem Finale. Im Endspiel trafen Fenerbahçe Istanbul und Beşiktaş Istanbul aufeinander. Für beide Vereine war es die elfte Teilnahme am Finale. Diese Konstellation gab es bereits in der Saison 1988/89.
Austragungsort war das Atatürk-Stadion in Izmir. Sieger wurde Beşiktaş Istanbul und gewann diesen Titel zum sechsten Mal.

## Teilnehmende Mannschaften
Für den türkischen Pokal waren folgende 54 Mannschaften teilnahmeberechtigt:
| Süper Lig die 18 Vereine der Saison 2004/05 | 2. Liga A Kategorie die 18 Vereine der Saison 2004/05 | 2. Liga B Kategorie die 12 besten Vereine aus der Saison 2004/05 | TFF 3. Lig die 6 Aufsteiger der Saison 2004/05                               |
| Akçaabat Sebatspor Beşiktaş Istanbul BB Ankaraspor Çaykur Rizespor Denizlispor Diyarbakırspor Fenerbahçe Istanbul Galatasaray Istanbul Gaziantepspor Gençlerbirliği Ankara İstanbulspor Konyaspor Malatyaspor Kayserispor MKE Ankaragücü Sakaryaspor Samsunspor Trabzonspor | Adanaspor Altay İzmir Antalyaspor Bursaspor Dardanelspor Elazığspor Fatih Karagümrük Istanbul BB Karşıyaka SK Kayseri Erciyesspor Kocaelispor Manisaspor Mardinspor Mersin İdman Yurdu Sarıyer GK Sivasspor Türk Telekomspor Yimpaş Yozgatspor | Adıyamanspor Alanyaspor Eyüpspor Gaziantep BB Gençlerbirliği ASAŞ İnegölspor Istanbul Güngörenspor MKE Kırıkkalespor Siirtspor Uşakspor Orduspor Tarsus İdman Yurdu | Boluspor Giresunspor İskenderun DÇ Kasımpaşa Istanbul Pazarspor Turgutluspor |

## 1. Hauptrunde
Die 1. Hauptrunde fand am 31. August 2005 statt. In dieser Runde traten die 36 Vereine an, die unterhalb der 1. Liga während der Saison 2004/05 gespielt haben und sich für den Pokal qualifiziert hatten.
|                            | Ergebnis              |                     |
| -------------------------- | --------------------- | ------------------- |
| Adanaspor                  | 0:3                   | Kayseri Erciyesspor |
| Adıyamanspor               | 1:1 n. V. (2:3 i. E.) | Siirtspor           |
| Alanyaspor                 | 1:2 n. V. (1:1, 1:0)  | Mersin İdman Yurdu  |
| Boluspor                   | 1:2 (0:1)             | Kocaelispor         |
| Dardanelspor               | 0:1 (0:0)             | Altay Izmir         |
| Elazığspor                 | 2:1 (2:1)             | Mardinspor          |
| Fatih Karagümrük SK        | 2:2 n. V. (6:5 i. E.) | Kasımpaşa Istanbul  |
| Giresunspor                | 1:1 n. V. (5:4 i. E.) | Sivasspor           |
| Gençlerbirliği ASAŞ        | 1:2 (1:1)             | MKE Kırıkkalespor   |
| İnegölspor                 | 1:0 (0:0)             | Bursaspor           |
| İskenderun Demir Çelikspor | 0:1 (0:0)             | Gaziantep BB        |
| Istanbul Güngörenspor      | 2:4 (0:1)             | Istanbul BB         |
| Pazarspor                  | 3:0 (1:0)             | Orduspor            |
| Sarıyer GK                 | 2:2 n. V. (8:7 i. E.) | Eyüpspor            |
| Tarsus İdman Yurdu         | 4:1 (1:1, 1:0)        | Antalyaspor         |
| Uşakspor                   | 1:1 n. V. (4:3 i. E.) | Karşıyaka SK        |
| Yimpaş Yozgatspor          | 0:2 (0:2)             | Türk Telekomspor    |
| Manisaspor                 | 0:1 (0:0)             | Turgutluspor        |

## 2. Hauptrunde
Die 2. Hauptrunde wurde vom 20. September bis 22. September 2005 ausgetragen. Zu den 18 Siegern aus der 1. Hauptrunde nahmen hier die Erstligisten von Platz 5. bis 18. aus der Saison 2004/05 teil.
|                     | Ergebnis              |                       |
| ------------------- | --------------------- | --------------------- |
| Denizlispor         | 3:1 (2:0)             | Gaziantep BB          |
| Kayserispor         | 1:0 (0:0)             | MKE Kırıkkalespor     |
| Malatyaspor         | 1:0 (0:0)             | Türk Telekomspor      |
| Çaykur Rizespor     | 0:3 (0:0)             | Sarıyer GK            |
| Giresunspor         | 2:2 n. V. (3:1 i. E.) | Sakaryaspor           |
| İnegölspor          | 2:0 (0:0)             | Elazığspor            |
| İstanbulspor        | 0:0 n. V. (5:6 i. E.) | Tarsus İdman Yurdu    |
| Konyaspor           | 3:1 (2:1)             | Siirtspor             |
| Mersin İdman Yurdu  | 4:1 (2:0)             | Pazarspor             |
| Samsunspor          | 1:0 (0:0)             | Istanbul BB           |
| Turgutluspor        | 0:2 (0:0)             | Gaziantepspor         |
| Uşakspor            | 1:4 (0:2)             | MKE Ankaragücü        |
| Diyarbakırspor      | 2:1 (1:1, 0:0)        | Kocaelispor           |
| Altay Izmir         | 6:2 (1:1)             | Ankaraspor            |
| Kayseri Erciyesspor | 4:2 (2:0)             | Gençlerbirliği Ankara |
| Fatih Karagümrük SK | 1:1 n. V. (7:6 i. E.) | Akçaabat Sebatspor    |

## Gruppenphase
Mit den besten vier Erstligisten aus der Saison 2004/05 (Fenerbahçe Istanbul, Trabzonspor, Galatasaray Istanbul und Beşiktaş Istanbul) kamen die letzten Mannschaften hinzu. Sie waren alle als Gruppenkopf gesetzt. Die Gruppenphase fand vom 25. Oktober 2005 bis zum 23. Januar 2006 statt.

### Gruppe A
| Pl. | Verein               | Sp. | S | U | N | Tore    | Diff. | Punkte |
| --- | -------------------- | --- | - | - | - | ------- | ----- | ------ |
| 1.  | Galatasaray Istanbul | 4   | 3 | 1 | 0 | 011:100 | +10   | 10     |
| 2.  | Malatyaspor          | 4   | 3 | 1 | 0 | 005:100 | +4    | 10     |
| 3.  | Diyarbakırspor       | 4   | 2 | 0 | 2 | 006:400 | +2    | 06     |
| 4.  | Giresunspor          | 4   | 1 | 0 | 3 | 003:100 | −7    | 03     |
| 5.  | Mersin İdman Yurdu   | 4   | 0 | 0 | 4 | 002:110 | −9    | 0      |

| 26. Oktober 2005     |     |                      |                            |
| Diyarbakırspor       | 0:1 | Malatyaspor          | Diyarbakır-Atatürk-Stadion |
| 27. Oktober 2005     |     |                      |                            |
| Galatasaray Istanbul | 4:0 | Mersin Idman Yurdu   | Ali-Sami-Yen-Stadion       |
| 20. Dezember 2005    |     |                      |                            |
| Malatyaspor          | 1:1 | Galatasaray Istanbul | Malatya-Inönü-Stadion      |
| 21. Dezember 2005    |     |                      |                            |
| Giresunspor          | 1:2 | Diyarbakırspor       | Giresun-Atatürk-Stadion    |
| 31. Januar 2006      |     |                      |                            |
| Mersin Idman Yurdu   | 0:1 | Malatyaspor          | Tevfik-Sırrı-Gür-Stadion   |
| 2. Februar 2006      |     |                      |                            |
| Galatasaray Istanbul | 5:0 | Giresunspor          | Ali-Sami-Yen-Stadion       |
| 15. Februar 2006     |     |                      |                            |
| Giresunspor          | 2:1 | Mersin Idman Yurdu   | Giresun-Atatürk-Stadion    |
| Diyarbakırspor       | 0:1 | Galatasaray Istanbul | Diyarbakır-Atatürk-Stadion |
| 22. Februar 2006     |     |                      |                            |
| Malatyaspor          | 2:0 | Giresunspor          | Malatya-Inönü-Stadion      |
| Mersin Idman Yurdu   | 1:4 | Diyarbakırspor       | Tevfik-Sırrı-Gür-Stadion   |

### Gruppe B
| Pl. | Verein              | Sp. | S | U | N | Tore    | Diff. | Punkte |
| --- | ------------------- | --- | - | - | - | ------- | ----- | ------ |
| 1.  | Gaziantepspor       | 4   | 3 | 1 | 0 | 006:100 | +5    | 10     |
| 2.  | Fenerbahçe Istanbul | 4   | 2 | 1 | 1 | 007:400 | +3    | 07     |
| 3.  | Kayseri Erciyesspor | 4   | 1 | 2 | 1 | 003:400 | −1    | 05     |
| 4.  | MKE Ankaragücü      | 4   | 1 | 1 | 2 | 008:900 | −1    | 04     |
| 5.  | Tarsus İdman Yurdu  | 4   | 0 | 1 | 3 | 004:100 | −6    | 01     |

| 26. Oktober 2005    |     |                      |                                    |
| Gaziantepspor       | 2:0 | Kayseri Erciyesspor  | Kamil-Ocak-Stadion                 |
| MKE Ankaragücü      | 2:3 | Fenerbahçe Istanbul  | 19 Mayıs Stadion                   |
| 21. Dezember 2005   |     |                      |                                    |
| Tarsus Idman Yurdu  | 3:4 | MKE Ankaragücü       | Burhanettin-Kocamaz-Stadion        |
| Fenerbahçe Istanbul | 0:2 | Gaziantepspor        | Fenerbahçe-Şükrü-Saracoğlu-Stadion |
| 31. Januar 2006     |     |                      |                                    |
| Kayseri Erciyesspor | 0:0 | Fenerbahçe Istanbul  | Kayseri-Atatürk-Stadion            |
| 1. Februar 2006     |     |                      |                                    |
| Gaziantepspor       | 1:0 | Tarsus Idman Yurdu   | Kamil-Ocak-Stadion                 |
| 15. Februar 2006    |     |                      |                                    |
| Tarsus Idman Yurdu  | 1:1 | Kayseri Ericeyesspor | Burhanettin-Kocamaz-Stadion        |
| MKE Ankaragücü      | 1:1 | Gaziantepspor        | 19 Mayıs Stadion                   |
| 22. Februar 2006    |     |                      |                                    |
| Fenerbahçe Istanbul | 4:0 | Tarsus Idman Yurdu   | Fenerbahçe-Şükrü-Saracoğlu-Stadion |
| Kayseri Erciyesspor | 2:1 | MKE Ankaragücü       | Kamil-Ocak-Stadion                 |

### Gruppe C
| Pl. | Verein              | Sp. | S | U | N | Tore    | Diff. | Punkte |
| --- | ------------------- | --- | - | - | - | ------- | ----- | ------ |
| 1.  | Kayserispor         | 4   | 3 | 0 | 1 | 011:300 | +8    | 09     |
| 2.  | Denizlispor         | 4   | 3 | 0 | 1 | 008:500 | +3    | 09     |
| 3.  | Trabzonspor         | 4   | 3 | 0 | 1 | 006:500 | +1    | 09     |
| 4.  | Altay Izmir         | 4   | 1 | 0 | 3 | 002:700 | −5    | 03     |
| 5.  | Fatih Karagümrük SK | 4   | 0 | 0 | 4 | 001:800 | −7    | 0      |

| 25. Oktober 2005    |     |                     |                         |
| Denizlispor         | 2:0 | Altay Izmir         | Denizli Atatürk Stadı   |
| Trabzonspor         | 0:3 | Kayserispor         | Hüseyin Avni Aker Stadı |
| 20. Dezember 2005   |     |                     |                         |
| Kayserispor         | 2:3 | Denizlispor         | Kayseri Atatürk Stadı   |
| 21. Dezember 2005   |     |                     |                         |
| Fatih Karagümrük SK | 1:2 | Trabzonspor         | Vefa Stadı              |
| 1. Februar 2006     |     |                     |                         |
| Denizlispor         | 2:0 | Fatih Karagümrük SK | Denizli Atatürk Stadı   |
| Altay Izmir         | 0:4 | Kayserispor         | Alsancak Stadı          |
| 15. Februar 2006    |     |                     |                         |
| Fatih Karagümrük SK | 0:2 | Altay Izmir         | Vefa Stadı              |
| 16. Februar 2006    |     |                     |                         |
| Trabzonspor         | 3:1 | Denizlispor         | Hüseyin Avni Aker Stadı |
| 23. Februar 2006    |     |                     |                         |
| Altay Izmir         | 0:1 | Trabzonspor         | İzmir Atatürk Stadı     |
| Kayserispor         | 2:0 | Fatih Karagümrük SK | Kayseri Atatürk Stadı   |

### Gruppe D
| Pl. | Verein            | Sp. | S | U | N | Tore    | Diff. | Punkte |
| --- | ----------------- | --- | - | - | - | ------- | ----- | ------ |
| 1.  | Samsunspor        | 4   | 3 | 0 | 1 | 010:900 | +1    | 09     |
| 2.  | Beşiktaş Istanbul | 4   | 2 | 1 | 1 | 007:200 | +5    | 07     |
| 3.  | Konyaspor         | 4   | 2 | 1 | 1 | 008:700 | +1    | 07     |
| 4.  | İnegölspor        | 4   | 1 | 1 | 2 | 003:500 | −2    | 04     |
| 5.  | Sarıyer GK        | 4   | 0 | 1 | 3 | 004:900 | −5    | 01     |

| 26. Oktober 2005  |     |                   |                         |
| Sarıyer GK        | 2:3 | Samsunspor        | Yusuf-Ziya-Öniş-Stadion |
| Konyaspor         | 1:1 | Beşiktaş Istanbul | Konya-Atatürk-Stadion   |
| 21. Dezember 2005 |     |                   |                         |
| Inegölspor        | 1:1 | Sarıyer GK        | Inegöl-İlçe-Stadion     |
| Samsunspor        | 5:3 | Konyaspor         | Samsun 19 Mayıs Stadı   |
| 1. Februar 2006   |     |                   |                         |
| Konyaspor         | 2:0 | Inegölspor        | Konya-Atatürk-Stadion   |
| Beşiktaş Istanbul | 3:0 | Samsunspor        | Inönü-Stadion           |
| 14. Februar 2006  |     |                   |                         |
| Inegölspor        | 1:0 | Beşiktaş Istanbul | Inegöl-İlçe-Stadion     |
| 15. Februar 2006  |     |                   |                         |
| Sarıyer GK        | 1:2 | Konyaspor         | Yusuf-Ziya-Öniş-Stadion |
| 21. Februar 2006  |     |                   |                         |
| Beşiktaş Istanbul | 3:0 | Sarıyer GK        | Inönü-Stadion           |
| 22. Februar 2006  |     |                   |                         |
| Samsunspor        | 2:1 | Inegölspor        | Samsun 19 Mayıs Stadı   |

## K.-o.-Runde

### Viertelfinale
- Hinspiele: 8./9. März 2006
- Rückspiele: 21./22./23. März 2006

|                     | Gesamt    |                      | Hinspiel | Rückspiel |
| ------------------- | --------- | -------------------- | -------- | --------- |
| Malatyaspor         | 1:2       | Gaziantepspor        | 1:0      | 0:2       |
| Fenerbahçe Istanbul | (a)4:4(a) | Galatasaray Istanbul | 2:1      | 2:3       |
| Denizlispor         | 2:1       | Samsunspor           | 1:0      | 1:1       |
| Beşiktaş Istanbul   | 2:1       | Kayserispor          | 2:0      | 0:1       |

### Halbfinale
- Hinspiele: 5./6. April 2006
- Rückspiele: 18./19. April 2006

|               | Gesamt |                     | Hinspiel | Rückspiel |
| ------------- | ------ | ------------------- | -------- | --------- |
| Gaziantepspor | 1:5    | Beşiktaş Istanbul   | 1:3      | 0:2       |
| Denizlispor   | 0:7    | Fenerbahçe Istanbul | 0:4      | 0:3       |

## Finale
| Paarung             | Fenerbahçe Istanbul – Beşiktaş Istanbul |
| Ergebnis            | 2:3 n. V. (2:2, 0:2) |
| Datum               | 3. Mai 2006 um 19:00 Uhr |
| Stadion             | Atatürk-Stadion, Izmir |
| Schiedsrichter      | Bülent Demirlek (Bursa) |
| Tore                | 0:1 Tümer Metin (31.) 0:2 Gökhan Güleç 1:2 Alex (54.) 2:2 Mehmet Yozgatlı (80.) 2:3 Tümer Metin (115.) |
| Fenerbahçe Istanbul | Volkan Demirel – Deniz Barış, Ümit Özat, Fabio Luciano, Önder Turacı – Selçuk Şahin (46. Mehmet Yozgatlı), Stephen Appiah, Mehmet Aurélio, Tuncay Şanlı (46. Semih Şentürk), Alex (101. Serkan Balcı) – Nicolas Anelka Cheftrainer: Christoph Daum ( Deutschland) |
| Beşiktaş Istanbul   | Óscar Córdoba – İbrahim Toraman (86. Sergen Yalçın), Gökhan Zan, Mehmet Sedef (80. Ali Tandoğan), İbrahim Üzülmez – Okan Buruk (72. Ali Güneş), Tümer Metin, Kléberson, Koray Avcı – Bobo, Gökhan Güleç Cheftrainer: Jean Tigana ( Frankreich)                    |
| Gelbe Karten        | Mehmet Aurelio, Fabio Luciano, Serkan Balcı – Okan Buruk, Ibrahim Üzülmez, Ali Tandoğan, Tümer Metin, Sergen Yalçın |
| Platzverweise       | Mehmet Aurelio (110.) – keine |

## Beste Torschützen
| Rang | Spieler         | Verein                            | Tore |
| ---- | --------------- | --------------------------------- | ---- |
| 1    | Gökhan Ünal     | Kayserispor                       | 7    |
| 2    | Gökhan Güleç    | Gaziantepspor / Beşiktaş Istanbul | 6    |
| 3    | Necati Ateş     | Galatasaray Istanbul              | 4    |
| 3    | Bobo            | Beşiktaş Istanbul                 | 4    |
| 3    | Heverton Duares | MKE Ankaragücü                    | 4    |
| 3    | Semih Şentürk   | Fenerbahçe Istanbul               | 4    |
| 3    | Mehmet Yozgatlı | Fenerbahçe Istanbul               | 4    |